# سيرجيو أيالا
سيرجيو أيالا (بالإسبانية: Sergio Ayala)‏ (19 مارس 1993 بسان فيلايو دي يوبريغات في إسبانيا - ) هو لاعب كرة قدم إسباني في مركز الدفاع. لعب مع نادي برشلونة.

## روابط خارجية
- سيرجيو أيالا على موقع قاعدة بيانات كرة القدم.إي يو (الإنجليزية)
- سيرجيو أيالا على موقع Soccerway.com (الإنجليزية)
- سيرجيو أيالا على موقع AS.com (الإسبانية)